# Aphelion
Aphelion é o sétimo álbum de estúdio da banda norueguesa de rock progressivo Leprous, lançado em 27 de agosto de 2021 pela Inside Out Music . O álbum foi sugerido pela primeira vez pelo single "Castaway Angels" em dezembro de 2020, e seis meses depois, a banda anunciou o álbum  e começou a lançar uma série de singles promocionais antes do lançamento; "Running Low", "The Silent Revelation" e "Nighttime Disguise". Ele foi gravado em vários estúdios de gravação na Escandinávia. Um violoncelista e violinista foram recrutados para a produção. As canções foram majoritariamente escritas e compostas pelo vocalista Einar Solberg.

## Produção e composição
O Leprous gravou o álbum nos Ghostward Studios (Suécia), Ocean Sound Recordings (Noruega) e Cederberg Studios (Noruega), com o produtor David Castillo e o engenheiro de mixagem Adam Noble, ambos conhecidos por seu trabalho de produção com Placebo.
A ideia original do vocalista/tecladista Einar Solberg para o título do álbum era Adapt (adaptar), "mais do que tudo porque tínhamos muito em mente a situação vital em que nos encontramos atualmente e com a qual vivemos há um ano e meio. Quando algo assim acontece, você aprecia a vida antes e as coisas antes da pandemia, e então você tem que se 'adaptar' da maneira que dá."
A capa, fotografada por Øystein Aspelund e concebida por Elena Sigida, é descrita como "uma pirâmide no meio de uma paisagem norueguesa e à noite". A pirâmide realmente existe em algum lugar no meio das montanhas na Noruega Ocidental. Representa “que você está preso em um pequeno prédio sem possibilidade de ir a lugar nenhum, mas ao mesmo tempo, você pode ver todo aquele mundo maravilhoso que o cerca sem a possibilidade de acessá-lo ou ir a qualquer lugar. Você está confinado lá, em uma área minúscula. Toda essa ideia fala um pouco das muitas restrições que vivemos no último ano e meio, mas que, ao mesmo tempo, você é capaz de fazer algumas coisas, apesar das restrições a que está sujeito."
O álbum não foi planejado inicialmente, mas a composição e a gravação começaram durante a quarentena do COVID. De acordo com Einar, algumas das músicas são sobras das sessões do Pitfalls que nunca chegaram à lista de faixas final. No início, a banda pretendia fazer um EP com elas. Eles gravaram a música "Castaway Angels" e "se apaixonaram por aquele estúdio", fazendo mais músicas lá. Mais tarde, eles tentaram outro estúdio e gravaram mais alguns trabalhos lá. Solberg descreveu o processo de criação do álbum como "uma espécie de processo relativamente relaxado em comparação com antes, porque foi tipo, é, vamos construir este álbum gradualmente. Em vez de fazer tudo em um processo, temos cerca de 10 processos separados menores."
Einar afirmou o quão diferente este álbum é em comparação com seus trabalhos anteriores, "É intuitivo e espontâneo. Experimentamos muitas maneiras completamente diferentes de escrever música e exploramos novas maneiras de trabalhar. Não houve espaço para pensamentos exagerados, perfeccionismo exagerado ou canções cuidadosamente planejadas. Acredito que esse seja um dos pontos fortes desse álbum. Parece vivo, parece livre e não parece muito calculado. " Ele também apontou as vantagens e desafios para a banda na adaptação à pandemia, dizendo que eles foram capazes de fazer muitos streams e gravar e compor músicas e que a turnê não era "a única coisa que podemos fazer. É claro que tivemos desafios, como todo mundo, mas você pode se adaptar à situação e fazer algo ou pode pensar em como as coisas costumavam ser melhores."
Ao lado do violoncelista Raphael Weinroth-Browne e do violinista Chris Baum, o grupo Blåsemafian tocou metais no álbum, especificamente nas canções "Running Low", "Out of Here" e "Nighttime Disguise". Devido às restrições do COVID, Blåsemafian não gravou no mesmo estúdio que Leprous, usando em vez disso suas próprias instalações.
Einar afirmou que este álbum "parece ser bastante livre, especialmente em comparação com Pitfalls", mas ambos os álbuns são o que ele considerou "talvez os únicos álbuns realmente pessoais". Ao contrário de Pitfalls, que "está nos estágios iniciais de descobrir que você está lutando contra isso, e meio que entrando em pânico e não aceitando a situação de forma alguma, Aphelion está em um estágio muito posterior em que você já trabalhou muito com isso e foi mais longe e conseguiu aceitar o fato de que é algo com o qual você provavelmente terá que conviver durante sua vida, mas que é algo que gradualmente desaparece mais e mais no fundo."
A banda planejou apresentar o álbum inteiro ao vivo. Einar disse que eles vão fazer dois shows em um dia, então eles têm que se cuidar para tocar o álbum inteiro duas vezes. Eles também planejaram uma turnê em dezembro que também celebrará o 20º aniversário da banda, junto com a possibilidade de lançar suas demos. De acordo com Solberg, eles gostariam de poder lançar Aeolia ou as demos que vieram antes.
A faixa final "Nighttime Disguise" foi escrita com a ajuda de fãs, que compraram ingressos para assistir a banda durante uma semana enquanto transmitiam o processo de criação de uma música com base em parâmetros (como o compasso, o estilo vocal, a dinâmica, a tonalidade, o andamento e a instrumentação) que haviam sido previamente escolhidos pelos fãs por meio de uma votação. O final dessa música traz vocais rasgados de Einar pela primeira vez em cinco anos.

## Divulgação
"Castaway Angels" foi lançado pela primeira vez como um single independente em 5 de dezembro de 2020. Os singles de pré-lançamento do álbum "Running Low" e "Nighttime Disguise" foram lançados em 25 de junho e 30 de julho de 2021, respectivamente. Aphelion foi lançado pela Inside Out Music em 27 de agosto; no mesmo dia foi lançado o vídeo da faixa de encerramento "Nighttime Disguise". Leprous iniciará uma turnê europeia em dezembro, que também será a turnê do 20º aniversário da banda.

## Recepção
| Críticas profissionais | Críticas profissionais |
| Avaliações da crítica  | Avaliações da crítica  |
| Fonte                  | Avaliação              |
| ---------------------- | ---------------------- |
| Blabbermouth.net       | 8/10                   |
| Blezt                  | 6.7/10                 |
| Sonic Perspectives     | 9/10                   |
| Louder Sound           | 4/5                    |
| Science of Noise       | 8.5/10                 |
| Metal Storm            | 7.8/10                 |
| Metal Injection        | 9/10                   |
| ViaOmega               | 9.5/10                 |

A revista Prog tem duas resenhas escritas para o Aphelion, considerando o álbum entre os melhores lançamentos de 2021, com uma resenha sem classificação afirmando: "Com o Aphelion, o Leprous se livrou dos últimos vestígios do metal progressivo. O álbum toca prog, djent, pop, funk, trip hop e música eletrônica, mas o resultado é muito maior do que a soma de suas partes. Ninguém mais soa assim: o Leprous entrou em território desconhecido, provando ser totalmente destemidos no processo."
Andrea C., resenhando para a Tuonela Magazine, diz que a banda "continua sua jornada em territórios de rock / e apenas de cantos limpos com seu próximo álbum, "Aphelion". O sétimo lançamento de estúdio da banda vem na esteira do aclamado "Pitfalls" de 2019 e praticamente segue o mesmo caminho de entregar melodias únicas e fascinantes que seguem a linha entre o rock pesado e o pop de sintetizador."
O Prog Report destacou que o alcance dinâmico do álbum é "honestamente surpreendente. Para uma banda que desenvolveu sua identidade dentro de seu próprio som, é incrível ver que eles ainda conseguem fazer um álbum tão diverso cobrindo todos os seus elementos. De composições incrivelmente técnicas, riffs agressivos e linhas vocais intrincadas a letras profundas, emocionais e pessoais, Aphelion consegue dar tudo que um fã de Leprous deseja. E não só isso, é acessível o suficiente para novos fãs como um álbum introdutório muito adequado. Aphelion é uma demonstração dramática de emoção através da música técnica e tudo dentro dele é executado na perfeição."
A Radio Metal disse em uma análise moderadamente positiva que "os fundamentos do Aphelion foram desenvolvidos durante o exercício anterior. O que Leprous conquistou é um exercício de maestria. A de sua fórmula que se torna capaz de cinzelar peças independentes, variadas, móveis e, oh, tão fluidas. Tudo sem ser reduzido. O Aphelion assume a aparência de uma série de singles que o ouvinte luta para aceitar como inadimplência. Como se ouvir Leprous aos poucos começasse a se tornar essencial. Se nos recusarmos a aderir a ele, pelo menos ele merece ser testado. Aphelion é deste calibre."
Foi eleito tanto pela PopMatters quanto pela Metal Hammer como o 8º melhor álbum de rock/metal progressivo de 2021.

## Lista de músicas
Todas as letras escritas por Einar Solberg, exceto onde especificado, todas as músicas compostas por Einar, exceto onde especificado.
| Faixas de Aphelion |                                                  |                           |                     |         |  |
| N.º                | Título                                           | Letras                    | Música              | Duração |  |
| 1.                 | "Running Low" ("Faltando" ou "carecendo de")     | Tor Oddmund Suhrke, Einar |                     | 6:36    |  |
| 2.                 | "Out of Here" (Fora Daqui)                       |                           |                     | 4:14    |  |
| 3.                 | "Silhouette" (Silhueta)                          | Tor                       |                     | 3:45    |  |
| 4.                 | "All the Moments" (Todos os Momentos)            |                           | Einar, Leprous      | 6:52    |  |
| 5.                 | "Have You Ever?" (Você Já?)                      |                           | Simen Børven, Einar | 4:42    |  |
| 6.                 | "The Silent Revelation" (A Revelação Silenciosa) |                           |                     | 5:42    |  |
| 7.                 | "The Shadow Side" (O Lado da Sombra)             | Tor, Einar                |                     | 4:29    |  |
| 8.                 | "On Hold" (Suspensa)                             |                           |                     | 7:48    |  |
| 9.                 | "Castaway Angels" (Anjos Náufragos)              |                           | Einar, Tor, Leprous | 4:56    |  |
| 10.                | "Nighttime Disguise" (Disfarce da Noite)         |                           | Leprous             | 7:04    |  |
| Duração total:     | Duração total:                                   | Duração total:            | Duração total:      | 56:10   |  |

## Créditos

### Leprous
- Einar Solberg - vocais, teclados
- Tor Oddmund Suhrke - guitarras
- Robin Ognedal - guitarras
- Simen Daniel Lindstad Børven - baixo
- Baard Kolstad - bateria

### Músicos adicionais
- Raphael Weinroth-Browne - violoncelo
- Chris Baum - violino
- Blåsemafian - orquestra de metais

### Pessoal técnico
- Øystein Aspelund - fotografia
- David Castillo - gravação
- Adam Noble - mixagem
- Robin Schmidt - masterização
- Elicia Edijanto - arte da capa